# Brihadišvára
Brihadišvára je hinduistický chrám zasvěcený bohu Šivovi v indickém městě Taňčávúr ve státu Tamilnádu. Jde o jeden z největších chrámů v jižní Indii a příklad vrcholné drávidské architektury. Pro svou náboženskou váhu je nazýván též „Méru jihu“ (Méru je v hinduismu, buddhismu a džinismu posvátná hora, která je osou světa, často se na takové hoře staví chrámy). Chrám nechal vystavět tamilský vládce Rážaráža I., představitel čólské dynastie, a to mezi lety 1003 až 1010. V roce 1987 byl chrám zapsán na seznam Světového dědictví UNESCO. V roce 2004 byly připsány ještě dva další chrámy ze stejné éry a společně tak vytváří v seznamu položku Čólské chrámy. Název chrámu je složeninou sanskrtských slov brihatu (velký) a íšvara (pán Šiva, nebo nejvyšší bytí). Sám zakladatel ho nazval podle sebe sama – Rážarážešvaram, ale tradice to nerespektovala.
Chrám byl původně obehnán vodním příkopem, v současnosti ho obstupují hradby, které byly postaveny v 16. století. V 18. století byly ještě navýšeny francouzskými koloniálními vojáky, kteří chrám využívali jako sklad zbraní. Do hradeb byly zabudovány dvě gopuramy, ozdobené brány. Ta hlavní měří 30 metrů. Hlavní brány jsou na východní straně a celý chrám je rovněž orientován na východ. Hlavní věž, tzv. vimana, je postavena ze žuly, měří 63,4 metru a má šestnáct podlaží. Archeologové stále ještě diskutují, jak a odkud byly žulové kvádry k místu stavby dopravovány, neboť v okruhu 50 mil se žula nikdy netěžila. Ke klenotům chrámu patří jeden z největších artefaktů zvaných lingam v Indii, ten sloužil k uctívání boha Šivy, a významná sochařská výzdoba sestávající mj. z 81 nataráža (81 podob Šivy jako pána tance, v 81 různých tanečních pozicích; plánováno bylo nicméně původně 108 těchto soch, ale tvůrci je nestihli již dotvořit). Archeologové z této četnosti usuzují, že v 11. století hrál tanec v hinduismu klíčovou rituální roli. Komplex zahrnuje svatyně i pro jiné posvátné bytosti, většinou z šivovského panteonu: Nandi (posvátný býk, na němž Šiva jezdí), Párvatí (Šivova manželka), sloní bůh Ganéša ad. Většina z těchto sekundárních svatyní ale vznikla až v 16. a 17. století. Socha býka Nandi na nádvoří váží 25 tun. Je vysoká dva metry, dlouhá šest metrů a je vyrobena z jediného kusu kamene. Jde o jedno z největších ztvárnění posvátného býka v Indii. Ve výzdobě chrámu se však uplatnily i tradice višnuovské a šaktíovské, například na západní zdi hlavní věže je vyobrazen Harihara (napůl Višnu, napůl Šiva). Vnitřní výzdoba chrámu byla v minulosti mnohokráte poškozena, nebylo neobvyklé, že vládcové vybledlé staré obrazy nechávali přemalovat novými. Až v roce 1931 byly objeveny rozsáhlé původní fresky na stěnách. V roce 2000 byly obnoveny, za pomoci unikátní technologie, již vyvinuli indičtí archeologové. Celková plocha fresek činí 7200 metrů čtverečních. Fresky vyprávějí hinduistickou mytologii, ale některé zobrazují i život královské rodiny a dokonce i obyčejných lidí. Zobrazena jsou i zvířata. Čas ovšem definitivně odnesl zlaté zdobení sloupů a jiných artefaktů. Nejposvátnější místo chrámu, kam mohou jen kněží, se zde nazývá karuvarai (v překladu „děložní komora“), což je tamilské slovo - jinde v Indii je tento prostor nazýván obvykle garbha griha. Jak je pro drávidskou architekturu typické, nejposvátnější komora kopíruje svým tvarem vimanu. V posvátné komoře se nachází obří, 8,7 metru vysoký, lingam. Na vnějších stěnách chrámu jsou nápisy, v tamilštině a sanskrtu, většinou zmiňují zakladatele a dárce chrámu.
V roce 2010 uspořádala vláda státu Tamilnádu mohutné oslavy tisíce let od postavení chrámu. Doprovázela je taneční show ve stylu bharatanatjam, na níž vystoupila i slavná indická tanečnice Padma Subrahmanjamová, která tak připomněla předpokládanou roli tance v počátcích chrámu. Vždy v únoru se také v prostorách chrámu koná taneční festival.